# Kodziszki Nowe
Kodziszki Nowe – dawny zaścianek na Litwie, w okręgu wileńskim, w rejonie święciańskim, w gminie Maguny.

## Historia
W czasach zaborów zaścianek w gminie Kiemieliszki, w powiecie święciańskim, w guberni wileńskiej Imperium Rosyjskiego. W 1905 roku liczył 6 mieszkańców, 97 dziesięcin, własność Jekatowa.
W dwudziestoleciu międzywojennym miasteczko leżało w Polsce, w województwie wileńskim, w powiecie święciańskim, w gminie Kiemieliszki.
W 1931 w 2 domach zamieszkiwało 12 osób.
Od 1945 roku w Litewskiej Socjalistycznej Republice Radzieckiej.